# Efecto quilla
En aeronáutica, el efecto quilla (también conocido como efecto péndulo o estabilidad pendular) es el resultado de que las superficies generadoras de fuerza lateral estén por encima (o por debajo) del centro de masas (que coincide con el centro de gravedad) en una aeronave. Junto con  ángulo diedro, ala en flecha y distribución de peso, el efecto quilla es una de las cuatro consideraciones principales de diseño en estabilidad lateral.

## Mecanismo
Ejemplos de superficies generadoras de fuerza lateral son el estabilizador vertical, el timón y partes del fuselaje.  Cuando una aeronave está en deslizamiento lateral, estas superficies generan fuerzas de sustentación laterales.  Si la superficie está por encima o por debajo del centro de gravedad de la aeronave, las fuerzas de sustentación laterales generan un momento de balanceo.  Este momento de balanceo causado por el deslizamiento lateral es el efecto diedro.  El efecto quilla es la contribución de estas fuerzas laterales al momento de balanceo, a medida que aumenta el deslizamiento lateral, es decir, el efecto quilla es la contribución de las fuerzas laterales al efecto diedro.  Las superficies que producen fuerzas laterales por encima del centro de gravedad aumentarán el efecto diedro, mientras que las superficies que producen fuerzas laterales por debajo del centro de gravedad disminuirán el efecto diedro.
El aumento del efecto diedro (ayudado o dificultado por el efecto de quilla) da como resultado una mayor tendencia del avión a volver al vuelo nivelado cuando el avión se inclina. O, reduce la tendencia a divergir a un mayor ángulo de inclinación cuando la aeronave comienza a nivelarse.
El efecto quilla también se denomina "efecto péndulo" porque un centro de gravedad más bajo aumenta el efecto de las fuerzas laterales (por encima del centro de gravedad) al producir un momento de balanceo.  Esto se debe a que el  brazo de momento es más largo, no debido a las fuerzas gravitatorias.  Un centro de gravedad bajo es como un péndulo, que tiene un centro de gravedad muy bajo.
El efecto es una consideración importante en el diseño de hidroaviones, donde los pontones flotantes generan fuertes fuerzas laterales con un brazo de momento largo.